# Toshiba (Radsportteam)

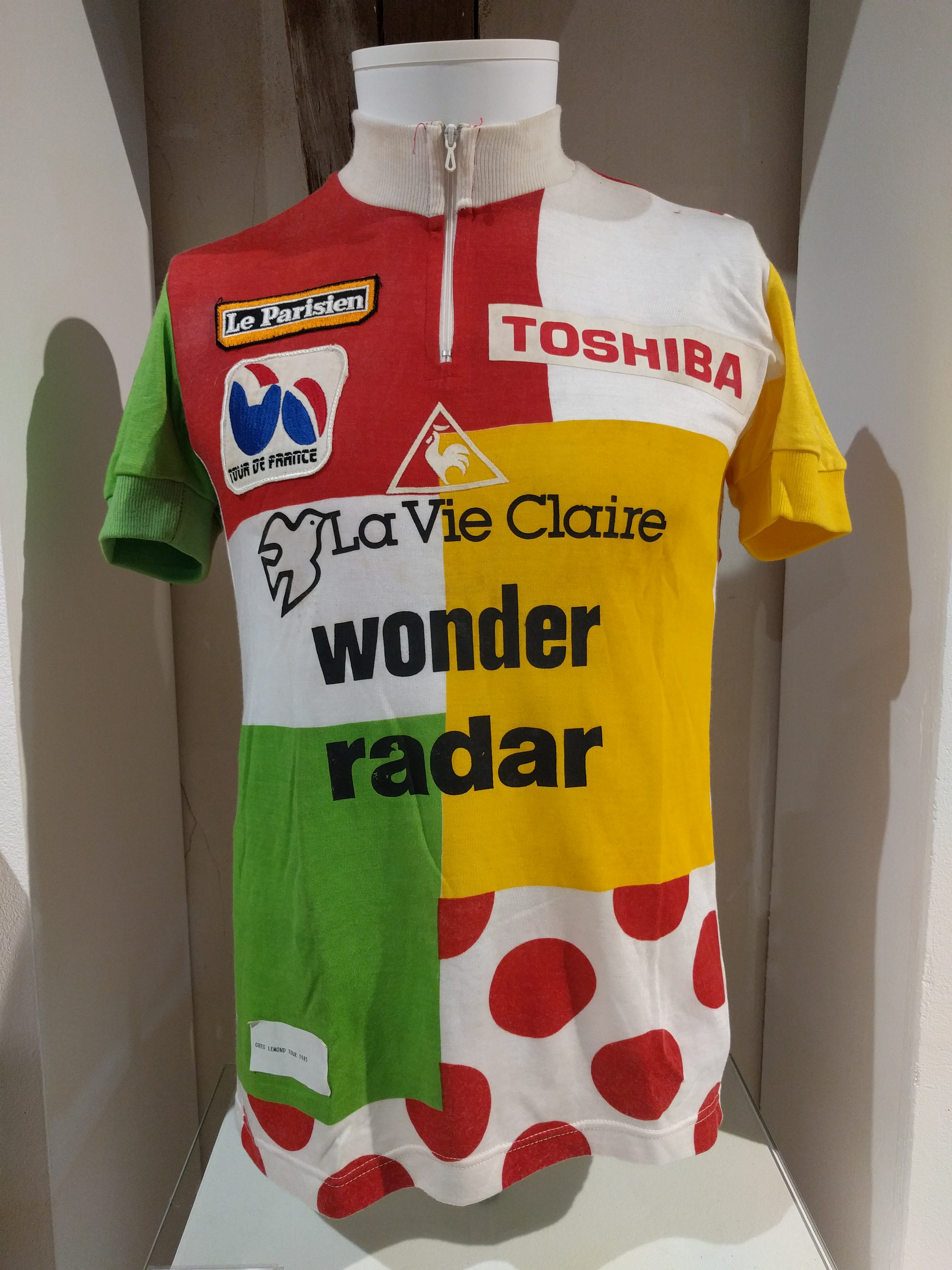
Greg LeMonds Trikot der Kombinationswertung von der Tour de France 1985

Toshiba war ein französisches Radsportteam, das 1984 unter dem Namen La Vie Claire gegründet wurde und bis 1991 bestand.

## Gründung
Zur Saison 1984 gegründet und finanziell unterstützt wurde das Team von dem französischen Unternehmer Bernard Tapie und seiner Diät-Lebensmittelkette La Vie Claire. Sportlicher Leiter war der Schweizer Paul Köchli. Das Trikotdesign der La Vie-Claire-Fahrer war den abstrakt-geometrischen Bildern Piet Mondrians nachempfunden.
Tapie warb für sein Team den französischen Star Bernard Hinault mit bis dahin für den Radsport unvorstellbaren Summen vom Konkurrenten Renault-Gitane ab. 1984 gewann Hinault zwar u. a. die Lombardei-Rundfahrt, bei der Tour 1984 blieb er aber hinter Laurent Fignon zurück. Für die nächste Saison verstärkte Tapie sein Team nochmals und verpflichtete Greg LeMond, den Tourdritten 1984, ebenfalls vom Renault-Rennstall. Hinault gewann zunächst zum dritten Mal den Giro d’Italia, ehe er seinen fünften und letzten Toursieg herausfuhr. Die Tour de France 1985 wurde zum Triumphzug für La Vie Claire, mit Hinault und LeMond auf den ersten beiden Gesamtplätzen. Dabei wurde der in den Pyrenäen stärker wirkende und angriffslustige US-Amerikaner vom Sportlichen Leiter Koechli im Rahmen einer Teamorder zugunsten Hinaults zurückgehalten. Ein Jahr später war der Zieleinlauf umgekehrt: LeMond gewann die Tour de France 1986 nach spannendem Rennverlauf vor Hinault, die Teamkollegen Andrew Hampsten und Niki Rüttimann vervollständigten mit dem vierten und siebten Platz den Triumph La Vie Claires.

## Toshiba
1987 wurde La Vie Claire als Hauptsponsor von dem japanischen Elektronikkonzern Toshiba abgelöst. Das Toshiba-Team konnte an diese Erfolge von La Vie Claire jedoch nicht anknüpfen: Hinault hatte seine Karriere Ende 1986 beendet, LeMond fiel nach einem schweren Jagdunfall langfristig aus und wechselte schließlich zu ADR-Agrigel. Auch das organisatorische Erfolgsduo von La Vie Claire, der Sportliche Leiter Paul Köchli und der millionenschwere Teamchef Bernard Tapie, verließen Toshiba nach der Saison 1987 bzw. 1988.
Der wichtigste Erfolg Toshibas war der dritte Platz Jean-François Bernards bei der Tour de France 1987 nach einem Sieg beim Bergzeitfahren zum Mont Ventoux. 1991 gewann Tony Rominger das Etappenrennen Paris–Nizza und Laurent Jalabert wurde Zweiter im Rad-Weltcup hinter Maurizio Fondriest. Nach der Saison 1991 beendete Toshiba sein Engagement im Radsport.